# Stop! Luke! Listen!
Stop! Luke! Listen! er en amerikansk stumfilm fra 1917.

## Medvirkende
- Harold Lloyd som Lonesome Luke
- Bebe Daniels
- Snub Pollard
- Bud Jamison
- Sammy Brooks